# Villa Scacciapensieri
Villa Scacciapensieri è un edificio storico di Siena situato in strada di Scacciapensieri 10.

## Storia e descrizione
Situato a circa 2 km a nord del centro storico, si tratta di un edificio del XIX secolo circondato da un ampio parco.
Nella zona rivolta alla città e alla strada si estende, su una terrazza digradante collegata da una scaletta, un'interpretazione moderna del giardino all'italiana, contornato da edifici di pertinenza che un tempo furono le case dei servitori e la limonaia. Il giardino presenta fitte aiuole dal disegno regolare, contornate da bordature di bosso e con al centro specie floricole, alberi e arbusti. Sul lato verso la villa, in corrispondenza del declivio interrotto dalla scalinata di accesso, si trovano poi, secondo la tradizione, le piante aromatiche, appoggiate alla spallatura.
A ovest l'edificio di dipendenza ha sulla sommità una vasta terrazza, da cui si gode un'ampia vista sulle prime colline del Chianti senese.
Intorno alla villa (un edificio in stile toscano a due piani sul lato principale e più livelli che si sviluppano sul lato in declivio a ovest), si estende poi un parco in stile romantico, boscoso, con sentieri tortuosi e un terrazzamento dove si trova la piscina.